# San Silvestre de Barañáin
La San Silvestre de Barañáin es una competición atlética celebrada anualmente desde 2013 en la localidad navarra de Barañáin. Actualmente está organizada por Barañaingo Korrikalari Taldea (BRÑ) y Barañáin-Tsunza.

## Características

### Fecha de celebración
Como la mayoría de competiciones atléticas de San Silvestre, ésta se celebra el día de Nochevieja.

### Recorrido
El recorrido transcurre por las calles de la localidad y tiene una distancia general de entre los 4 y 5 kilómetros para la categoría adulta.

### Participación
La carrera llega a acoger más de 600 de participantes.

### Peculiaridades
En la cuenca de Pamplona, suele ser habitual que algunos los participantes no profesionales disputen la carrera disfrazados. Sin embargo, en esta competición, incluso desde la organización se anima a participar de esa manera. Además, posteriormente a la carrera se celebra un acto de zumba y se entregan premios a los mejor disfrazados y último clasificado.

### Coste de inscripción
El dorsal es gratuito.

## Relevancia
Junto con la San Silvestre de Pamplona, la San Silvestre de Burlada, la San Silvestre de Artica o la San Silvestre del Valle de Egüés, es una de las carreras en honor a San Silvestre más importantes en la Cuenca de Pamplona.